# Władysław Tadeusz Podoski
Władysław Tadeusz Podoski herbu Junosza (ur. 19 czerwca 1893 w Równem, zm. 1940 w Katyniu) – kapitan administracji (piechoty) Wojska Polskiego, ofiara zbrodni katyńskiej.

## Życiorys
Syn Augusta Podoskiego herbu Junosza (1861–1927) i Lucyny z Lenieckich herbu Jelita (ur. 1868) urodzony 19 czerwca 1893 w Równem. W 1912 ukończył VI klasę w C. K. Gimnazjum Arcyksiężniczki Elżbiety w Samborze, a w 1914 ukończył VIII klasę w Filii C. K. Gimnazjum w Stryju (w jego klasie byli m.in. Ludwik Iwaszko, Wiktor Pikulski, Zdzisław Stroński) i tam zdał wówczas egzamin dojrzałości, po czym miał podjąć studia techniczne.
W czasie I wojny światowej walczył w szeregach c. k. Obrony Krajowej. Na stopień podporucznika rezerwy został mianowany ze starszeństwem z 1 lutego 1917 roku. W 1918 roku jego oddziałem macierzystym był Pułk Strzelców Nr 36.
Po odzyskaniu przez Polskę niepodległości został przyjęty do Wojska Polskiego. Brał udział w wojnie polsko-bolszewickiej. Został awansowany na stopień porucznika piechoty ze starszeństwem z dniem 1 czerwca 1919. Na początku lat 20. służył w 43 pułku piechoty w Dubnie. Następnie został awansowany na stopień kapitana piechoty ze starszeństwem z dniem 1 lipca 1923. Jako oficer nadetatowy 43 pułku piechoty w 1924 pełnił funkcję I oficera sztabu w 13 Dywizji Piechoty w Równem. W 1928 był ponownie oficerem w służbie 43 pułku piechoty. 1 lutego 1930 roku został powołany na XV kurs unitarny w Doświadczalnym Centrum Wyszkolenia w Rembertowie. Z dniem 1 lipca 1932 roku został przydzielony do Powiatowej Komendy Uzupełnień Dubno w celu odbycia praktyki poborowej. Następnie w tej komendzie był kierownikiem II referatu poborowego, a 1939 kierownikiem I referatu ewidencji Komendy Rejonu Uzupełnień Dubno.
Po wybuchu II wojny światowej, agresji ZSRR na Polskę z 17 września 1939 i nastaniu okupacji sowieckiej został aresztowany przez sowietów. Był przetrzymywany w obozie w Kozielsku, skąd wiosną 1940 został przewieziony do Katynia, tam rozstrzelany przez funkcjonariuszy Obwodowego Zarządu NKWD w Smoleńsku oraz pracowników NKWD przybyłych z Moskwy na mocy decyzji Biura Politycznego KC WKP(b) z 5 marca 1940 i pogrzebany potajemnie w jednej z ośmiu bezimiennych mogił zbiorowych. Jego ciało zostało zidentyfikowane w toku ekshumacji prowadzonych przez Niemców w 1943. W miejscu masowych grobów od 20 lipca 2000 mieści się Polski Cmentarz Wojenny w Katyniu.
Był żonaty z Anną z Hołubeckich (1900-1982), z którą miał córki Lucynę (1928-2016) i Marię, późniejszą siostrę Garetti (1932-2023). Jego brat mjr Kazimierz Podoski (1895-1940) także jest ofiarą zbrodni katyńskiej z tzw. Ukraińskiej Listy Katyńskiej.

## Ordery i odznaczenia
- Krzyż Walecznych (dwukrotnie, przed 1924)
- Srebrny Krzyż Zasługi (10 listopada 1928)[21]

7 października 1935 Komitet Krzyża i Medalu Niepodległości odrzucił wniosek o nadanie mu tego odznaczenia „z powodu braku pracy niepodległościowej”.

## Upamiętnienie
5 października 2007 został pośmiertnie mianowany przez Ministra Obrony Narodowej Aleksandra Szczygłę na stopień majora. Awans został ogłoszony 9 listopada 2007 roku, w Warszawie, w trakcie uroczystości „Katyń Pamiętamy – Uczcijmy Pamięć Bohaterów”.
W ramach akcji „Katyń... pamiętamy” / „Katyń... Ocalić od zapomnienia” przy Zespole Szkół im Ignacego Łukasiewicza we Wrzosowie został zasadzony Dąb Pamięci kpt. Władysława Podoskiego.